# دان سوليفان (سياسي أمريكي، مواليد 1964)
دان سوليفان (بالإنجليزية: Daniel S. Sullivan)‏ هو محامي وسياسي أمريكي، ولد في 13 نوفمبر 1964 في فيرفيو بارك في الولايات المتحدة. نشط حزبياً في الحزب الجمهوري.

## مناصب
- انتخب عضو مجلس الشيوخ الأمريكي عن دائرة ألاسكا خلال فترته النيابية [الإنجليزية]‏ (6 يناير 2015 – ).
- في انتخابات مجلس الشيوخ في الولايات المتحدة 2014 [الإنجليزية]‏، انتخب عضو مجلس الشيوخ الأمريكي عن دائرة Alaska ‏ وقد انضم خلال فترته النيابية [الإنجليزية]‏ (6 يناير 2015 – 3 يناير 2017) للكتلة البرلمانية الحزب الجمهوري.
- في انتخابات مجلس الشيوخ في الولايات المتحدة 2014 [الإنجليزية]‏، انتخب عضو مجلس الشيوخ الأمريكي عن دائرة Alaska ‏ وقد انضم خلال فترته النيابية [الإنجليزية]‏ (3 يناير 2017 – 3 يناير 2019) للكتلة البرلمانية الحزب الجمهوري.
- انتخب Government commissioner  [لغات أخرى]‏ (2010 – 2013).
- انتخب Assistant Secretary of State for Economic and Business Affairs [الإنجليزية]‏ (2006 – 2009).
- انتخب مدير.
- انتخب محامي.
- انتخب Alaska Attorney General [الإنجليزية]‏ (2009 – 2010).

## وصلات خارجية
- الموقع الرسمي
- دان سوليفان على موقع الموسوعة البريطانية (الإنجليزية)